# Taxa de sobrevivência a cinco anos
A taxa de sobrevivência a cinco anos é um tipo de taxa de sobrevivência usado para estimar o prognóstico de determinada doença. A taxa é geralmente calculada a partir do momento de diagnóstico e pode ser absoluta ou relativa. A taxa de sobrevivência absoluta a 5 anos é a percentagem de pacientes que continuam vivos cinco anos após o diagnóstico da doença. A taxa de sobrevivência relativa é a percentagem de pacientes que continuam vivos cinco anos após o diagnóstico da doença, dividida pela percentagem da população em geral com o mesmo sexo e idade que continua viva após cinco anos. A taxa de sobrevivência relativa a 5 anos é a mais utilizada, sendo particularmente comum em estatísticas sobre o cancro.